# Gottfried Suevus der Ältere
Gottfried Suevus der Ältere auch: Svevus (* 13. Dezember 1615 in Löwenberg, Länder der Böhmischen Krone; † 29. März 1659 in Wittenberg) war ein Rechtswissenschaftler.

## Leben
Gottfried Suevus war der Sohn des Rektors am Gymnasium in Lemberg Caspar Suevus (* 1577; † 21. Oktober 1625) und dessen Frau Anna (geborene Hoppe; † 1632). Er hatte die Schulen seiner Geburtsstadt besucht. 1632 frequentierte er das Gymnasium in Liegnitz. Im Sommersemester 1635 immatrikulierte er sich an der Universität Leipzig und am 13. Juli 1635 immatrikulierte er sich an der Universität Wittenberg. In Wittenberg absolvierte er zunächst philosophische Studien und erwarb sich 1638 die Dichterkrone. Seine Studien orientierten sich aber mehr an den Rechtswissenschaften. Nach einigen rechtswissenschaftlichen Studien bei Konrad Carpzov, Jeremias Reusner und Augustin Strauch, erwarb er sich mit der Arbeit De jure singulari am 30. Oktober 1643 das Lizentiat der Rechte. Dann wurde er Assessor der Juristenfakultät und wurde im selben Jahr am 7. November zum Doktors der Rechtswissenschaften gekürt.
Am 8. Januar 1645 wurde er Professor der Instituten, 1649 übernahm er die Pandektenprofessur des Digestum Vetus, 1652 wurde er Pandekenprofessor des Digesti informati Novi et Feudorum und damit verbunden wurde er Assessor des Wittenberger Hofgerichts, sowie des Wittenberger Schöppenstuhls. Bis er schließlich 1653 in die Professur des Kodex aufstieg und damit verbunden Assessor am Landgericht der Niederlausitz in Lübben wurde. Suevus beteiligte sich auch mehrfach an den organisatorischen Aufgaben der Wittenberger Hochschule. So war er mehrmals Dekan der juristischen Fakultät und im Sommersemester 1647 Rektor der Alma Mater.
Suevus verheiratete sich am 16. November 1643 in Wittenberg mit Anna Dorothea (geborene Reusner oder Reußner, * 24. Juni 1611; † 25. Oktober 1658) der Tochter von Bartholomäus Reusner und Witwe des Juristen Arnold Still[e] (* 1608; † 6. September 1637). Aus der Ehe stammen die Söhne Johann Gottfried Suevus, Johann Conrad Suevus, Gottfried Suevus der Jüngere, Anna Maria Suevus und Dorothea Elisabeth Suevus. Zwei Söhne verstarben vor dem Vater.

## Werke (Auswahl)
- Tractatio iur. inaug. de iure singulari. Wittenberg 1643 (books.google.de).
- Disp. leg. de iure non-scripto. Wittenberg 1644, urn:nbn:de:bvb:12-bsb10658488-7.
- De Fideiussoribus. Wittenberg 1645, urn:nbn:de:gbv:3:1-326908.
- Disputatio Iuridica De Concursu et Cumulatione Actionum. Wittenberg 1646, urn:nbn:de:gbv:3:1-363944.
- Privilegiorum militarium delibationem. Wittenberg 1647, urn:nbn:de:bvb:12-bsb10648056-6.
- Disp. iur. de pignoribus et hypothecis. Wittenberg 1648, urn:nbn:de:bvb:12-bsb10968854-2.
- Disp. jur. De Stipulationibus, Fidejussionibus et litterarum obligationibus. Wittenberg 1648, urn:nbn:de:bvb:12-bsb10968857-8.
- Diss. de delictis privatis. Wittenberg 1650, urn:nbn:de:bvb:12-bsb10968846-7.
- Exercitationum feudalium septima de acquisitione feudi per investituram. Wittenberg 1651 (books.google.de).
- Thesium iustineanearum velitatio secunda de summa divisione personarum in liberos et servos. Wittenberg 1652, urn:nbn:de:bvb:12-bsb10968836-2.
- Disp. jur. de peste, et in primis singularibus quibusdam iuribus causa pestis introductis. Wittenberg 1653, urn:nbn:de:bvb:12-bsb10661630-9.
- Disp. de iure dotium. Wittenberg 1654, urn:nbn:de:bvb:12-bsb10661629-6.
- De Processus Ordine in Foro. Wittenberg 1655, urn:nbn:de:gbv:3:1-37667.
- Synopsis Practica Criminalis. Wittenberg 1656.
- Disp. jur. de mora. Wittenberg 1657, urn:nbn:de:bvb:12-bsb10973066-6.
- Dissertatio pro defensione libertatis ac religionis. Wittenberg 1658, urn:nbn:de:bvb:12-bsb10155418-2.